# Imre Komora
Dans le nom hongrois Komora Imre, le nom de famille précède le prénom, mais cet article utilise l’ordre habituel en français Imre Komora, où le prénom précède le nom.
Imre Komora, né à Budapest le 5 juin 1940 et mort dans la même ville le 15 août 2024, est un footballeur hongrois des années 1960 et 1970 qui joue au poste de milieu de terrain.

## Palmarès

### Joueur
- Champion olympique en 1964 avec l'équipe de Hongrie.
- Troisième de l'Euro 1964 avec l'équipe de Hongrie.
- Vainqueur de la Coupe de Hongrie en 1964 avec le Budapest Honvéd.

### Entraîneur
- Champion de Hongrie en 1984, 1985 et 1986 avec le Budapest Honvéd.
- Vainqueur de la Coupe de Hongrie en 1985 avec le Budapest Honved.
- Vainqueur de la Coupe de Grèce en 1990 avec l'Olympiakos.